# Micky van de Ven
Micky van de Ven (sinh ngày 19 tháng 4 năm 2001) là một cầu thủ bóng đá chuyên nghiệp người Hà Lan hiện đang thi đấu ở vị trí trung vệ hoặc hậu vệ trái cho câu lạc bộ Premier League Tottenham Hotspur và đội tuyển bóng đá quốc gia Hà Lan.

## Sự nghiệp câu lạc bộ

### FC Volendam
Van de Ven bắt đầu sự nghiệp của mình với FC Volendam và có trận ra mắt đội một trước Jong PSV tại Eerste Divisie. Anh ra sân 19 lần trong mùa giải 2019–20. Anh được trao tấm băng đội trưởng trong mùa giải 2020–21 và ghi hai bàn sau 26 lần ra sân để giúp Volendam lọt vào vòng play-off thăng hạng/xuống hạng.

### VfL Wolfsburg
Van de Ven chuyển sang câu lạc bộ VfL Wolfsburg của Đức vào năm 2021 với mức phí chuyển nhượng 3,15 triệu bảng. Anh chơi tất cả trừ một trong tất cả các trận đấu Bundesliga của đội trong mùa giải 2022–23 và ghi bàn thắng duy nhất cho đội trong chiến thắng 2–0 trước Borussia Dortmund. Van de Ven đã ghi tốc độ tối đa cao nhất so với bất kỳ hậu vệ nào ở Bundesliga mùa đó ở mức độ 35,4 km/h.

### Tottenham Hotspur

#### 2023-24
Vào ngày 8 tháng 8 năm 2023, van de Ven ký hợp đồng có thời hạn 6 năm với câu lạc bộ Tottenham Hotspur tại Premier League với trị giá 43 triệu bảng.
Van de Ven có trận ra mắt cho Tottenham vào ngày 13 tháng 8 trong ngày thi đấu đầu tiên của mùa giải Premier League 2023–24 khi đá chính trong trận sân khách gặp Brentford. Vào ngày 7 tháng 10 năm 2023, anh ghi bàn thắng đầu tiên cho Tottenham trong chiến thắng 1–0 trước Luton Town.
Vào ngày 6 tháng 11 năm 2023, van de Ven dính chấn thương gân khoeo trong trận đấu trước Chelsea khiến anh phải ngồi ngoài cho đến năm 2024. Anh bình phục trở lại trong trận hòa 2–2 trước Manchester United vào ngày 14 tháng 1 năm 2024. Vào ngày 31 tháng 1, anh được ghi nhận là cầu thủ nhanh nhất từ trước đến nay của Premier League trong trận đấu với Brentford với tốc độ 37,38 km/h kể từ khi dữ liệu tốc độ được thu thập vào mùa giải 2020–21.
Vào ngày 10 tháng 5 năm 2024, van de Ven được trao giải Cầu thủ xuất sắc nhất mùa giải của Tottenham tại đêm trao giải Câu lạc bộ cổ động viên chính thức. Anh đã đá chính 28 trong số 38 trận của câu lạc bộ cho đến thời điểm đó.

#### 2024-25
Ngày 29 tháng 9 năm 2024, trong trận gặp Manchester United, van de Ven có pha kiến tạo khi thể hiện bứt tốc vượt qua các cầu thủ đối phương, xộc vào vòng cấm rồi chuyền cho Brennan Johnson ghi bàn mở tỷ số cho Tottenham Hotspur 1-0 khi đội bóng anh thắng chung cuộc 3-0.

## Sự nghiệp quốc tế
Vào tháng 10 năm 2022, van de Ven được đưa vào danh sách sơ bộ tham dự FIFA World Cup 2022 của Đội tuyển bóng đá quốc gia Hà Lan. Anh cũng từng là đội trưởng đội U-21 tại UEFA U-21 Euro 2021.
Vào tháng 8 năm 2023, anh được huấn luyện viên trưởng Ronald Koeman gọi chính thức lần đầu tiên vào đội tuyển quốc gia Hà Lan cho hai trận đấu vòng loại UEFA Euro 2024 trước Hy Lạp và Cộng hòa Ireland.
Vào ngày 13 tháng 10 năm 2023, anh có trận ra mắt cho đội tuyển quốc gia ở vòng loại Euro trước Pháp khi thay thế Nathan Aké ở phút thứ 80.
Vào ngày 29 tháng 5 năm 2024, van de Ven có tên trong đội tuyển quốc gia Hà Lan tham dự UEFA Euro 2024.

## Thống kê sự nghiệp

### Câu lạc bộ
Tính đến 19 tháng 5 năm 2024
| Câu lạc bộ          | Mùa giải            | Giải vô địch        | Giải vô địch | Giải vô địch | Cúp quốc gia | Cúp quốc gia | Cúp Liên đoàn | Cúp Liên đoàn | Châu lục | Châu lục | Khác | Khác | Tổng cộng | Tổng cộng |
| Câu lạc bộ          | Mùa giải            | Hạng đấu            | Trận         | Bàn          | Trận         | Bàn          | Trận          | Bàn           | Trận     | Bàn      | Trận | Bàn  | Số trận   | Số bàn    |
| ------------------- | ------------------- | ------------------- | ------------ | ------------ | ------------ | ------------ | ------------- | ------------- | -------- | -------- | ---- | ---- | --------- | --------- |
| Volendam II         | 2019–20             | Tweede Divisie      | 6            | 1            | —            | —            | —             | —             | —        | —        | —    | —    | 6         | 1         |
| Volendam            | 2019–20             | Eerste Divisie      | 19           | 0            | 1            | 0            | —             | —             | —        | —        | —    | —    | 20        | 0         |
| Volendam            | 2020–21             | Eerste Divisie      | 26           | 2            | 1            | 0            | —             | —             | —        | —        | 1    | 0    | 28        | 2         |
| Volendam            | Tổng cộng           | Tổng cộng           | 45           | 2            | 2            | 0            | —             | —             | —        | —        | 1    | 0    | 48        | 2         |
| VfL Wolfsburg       | 2021–22             | Bundesliga          | 5            | 0            | 0            | 0            | —             | —             | 0        | 0        | —    | —    | 5         | 0         |
| VfL Wolfsburg       | 2022–23             | Bundesliga          | 33           | 1            | 3            | 0            | —             | —             | —        | —        | —    | —    | 36        | 1         |
| VfL Wolfsburg       | Tổng cộng           | Tổng cộng           | 38           | 1            | 3            | 0            | —             | —             | 0        | 0        | —    | —    | 41        | 1         |
| Tottenham Hotspur   | 2023–24             | Premier League      | 27           | 3            | 1            | 0            | 1             | 0             | —        | —        | —    | —    | 29        | 3         |
| Tổng cộng sự nghiệp | Tổng cộng sự nghiệp | Tổng cộng sự nghiệp | 116          | 7            | 6            | 0            | 1             | 0             | 0        | 0        | 1    | 0    | 124       | 7         |

1. ↑  Bao gồm KNVB Cup và DFB-Pokal
2. ↑  Bao gồm EFL Cup
3. ↑  Ra sân tại Play-off thăng hạng/xuống hạng Eredivisie

### Quốc tế
Tính đến 10 tháng 6 năm 2024
| Đội tuyển quốc gia | Năm       | Trận | Bàn |
| ------------------ | --------- | ---- | --- |
| Hà Lan             | 2023      | 2    | 0   |
| Hà Lan             | 2024      | 2    | 0   |
| Tổng cộng          | Tổng cộng | 2    | 0   |

## Danh hiệu
Tottenham Hotspur
- UEFA Europa League: 2024–25[20]